# Laneffe
Laneffe (en wallon Li Nèfe) est un village de l'Entre-Sambre-et-Meuse dans la province de Namur, en Belgique. Administrativement il fait partie de la commune et ville belge de Walcourt située en Région wallonne. C'était une commune à part entière avant la fusion des communes de 1977. 

## Étymologie
Laneffe a été citée dès le XIe siècle sous les formes :
- NEFIA 1060 ;
- LANAIFFE 1070 ;
- NEFFIA 1128 ;
- LA NEFF 1569.

La terminaison romaine EFFE signifie eau, étang. D’après l’abbé Roland (annales archéologiques de Namur), le village devrait donc son nom à un étang dont il ne reste aujourd’hui qu’une plaine marécageuse traversée par la Thyria (le Thier). D’autres étymologies, d’autres origines ont été proposées mais une seule semble plausible.

## Géographie
La commune est bornée au nord par Somzée, à l’est par Morialmé, au sud par Fraire et Chastrès, et à l’ouest par Thy-le-Château et Gourdinne. Le village est arrosé par le Thyria, ruisseau qui se jette plus loin dans l'Eau d'Heure, et traversé par la N 5 (Philippeville-Charleroi).

## Évolution démographique
- Source: DGS, 1831 à 1970=recensements population, 1976= habitants au 31 décembre

## Histoire
On a découvert à la fin du XIXe siècle des tombes datant de l'époque romaine.
La 1re mention documentée du village figure dans une charte de 1064 où un certain Fulradus de Nefia est témoin du prince-évêque de Liège. La seigneurie qui dépendait de Morialmé passe ensuite aux Soye, aux Hemricourt et aux La Marck. À la fin du XVIe siècle, elle est acquise par Jean de Campenne; elle passe dans la famille de Glymes puis est vendue en 1780 à Jean de Saint-Hubert, de Dinant.
L’abbaye de Waulsort y possédait des alleux depuis le XIIe siècle tandis que l’abbaye d’Aulne recevait en 1209 des dîmes, qu’elle garda jusqu’à la fin de l’Ancien Régime.
Belle église, dédiée à saint Lambert, reconstruite par l’architecte thudinien Jean-Baptiste Chermanne en 1743. Il existe depuis 1635 un culte en l’honneur de saint Éloi qui avait protégé alors le village de l’épidémie de peste; une marche militaire défile chaque année en son honneur fin juin. L’église conserve le beau monument funéraire de J. de Campen (†1585) et de Marie de la Marck (†1596).
Situation en 1830: La population s’élève à 344 habitants. La fonte et le transport de minerai occupent beaucoup d’ouvriers. Un haut-fourneau, qui consomme 1 000 kg de coke par jour, activé par une machine à vapeur et flanqué de 8 fours où l’on carbonise la houille. Un moulin à farine.

### Un épisode de la Seconde Guerre mondiale
Lors de la Seconde Guerre mondiale, l’après-midi du 29 janvier 1944, l’occupant fait descendre la plus grosse des deux cloches de l’église — Isabelle, fondue en 1826 — pour en faire des canons; elle est stockée avec d’autres consœurs de la région, dans une ancienne verrerie de Montignies-sur-Sambre. Le 8 février suivant, un groupe de huit Résistants du MNB (Mouvement National Belge), qui comprend d’ailleurs deux évadés russes, réunis chez Arthur Speleers, décide d’aller la récupérer; les hommes empruntent un camion à benne, entrent le soir dans le dépôt, maîtrisent les gardes, coupent le téléphone et chargent la cloche ainsi qu’une autre de Fraire, afin de brouiller les pistes.
Les cloches sont enfouies immédiatement dans le parc du château Vincent où elles resteront jusqu’à la libération du territoire. Alors, on la récupère pour s’apercevoir qu’elle est fêlée. On doit la refondre et la … rebaptiser. Aussi, depuis le 26 avril 1953, elle s’appelle Alice du nom de la personne chez qui elle a été …inhumée.